# Jörg Böttcher (Ingenieur)
Jörg Böttcher (* 17. September 1964 in Augsburg) ist ein deutscher Ingenieur und Inhaber der Professur für Regelungstechnik und Elektrische Messtechnik in der Fakultät für Elektrotechnik und Technische Informatik der Universität der Bundeswehr München.

## Leben
Böttcher legte 1983 das Abitur am Deutschherren-Gymnasium in Aichach ab und studierte von 1983 bis 1988 Elektrotechnik an der Technischen Universität München. 1988 bis 1991 war er Wissenschaftlicher Mitarbeiter am Institut für Mess- und Automatisierungstechnik der Universität der Bundeswehr München. Er promovierte dort mit einer Dissertation über ein Sensorsystem zur Überwachung von Dehnung und Spannung in Beton-Bauwerken. Von 1992 bis 1995 arbeitete er als Entwicklungsingenieur, Produktmanager und späterer Leiter des Produktmanagements sowie Geschäftsbereichsleiter bei der Ultrakust Electronic GmbH (die spätere Bartec).
1995 wurde er Inhaber der Professur für Regelungstechnik und Elektrische Messtechnik an der Universität der Bundeswehr München. Er war in der Amtsperiode 2007–2009 Vizepräsident der Universität und verantwortete dabei u. a. die Einführung neuer Bachelor-/Master-Studiengänge sowie den Ausbau der Kontakte zu mittelständischen Unternehmen.
Parallel fungierte er als Gründer und Geschäftsführer der b-plus GmbH (1996–2005) sowie wissenschaftlicher Geschäftsführer der Gesellschaft für intelligente technische Systeme (2015–2018). Er ist außerdem als Gutachter, Fachautor und Seminarleiter aktiv.
Böttcher ist Autor zahlreicher Fachartikel. Er hat u. a. drei Kompendien zu den Themen Messdatenerfassung (2015), Messtechnik und Sensorik (2020) und Simulation und Regelung technischer Prozesse (2021) veröffentlicht. Er ist Herausgeber eines frei zugreifbaren Online-Kompendiums zur Messtechnik und Sensorik.
Böttcher ist verheiratet und hat zwei Kinder. Mit seiner Ehefrau ist er aktiver Tanzturniersportler und wurde u. a. mehrfach Bayerischer Landesmeister. Er lebt in Dießen am Ammersee.